# IRT3番街線

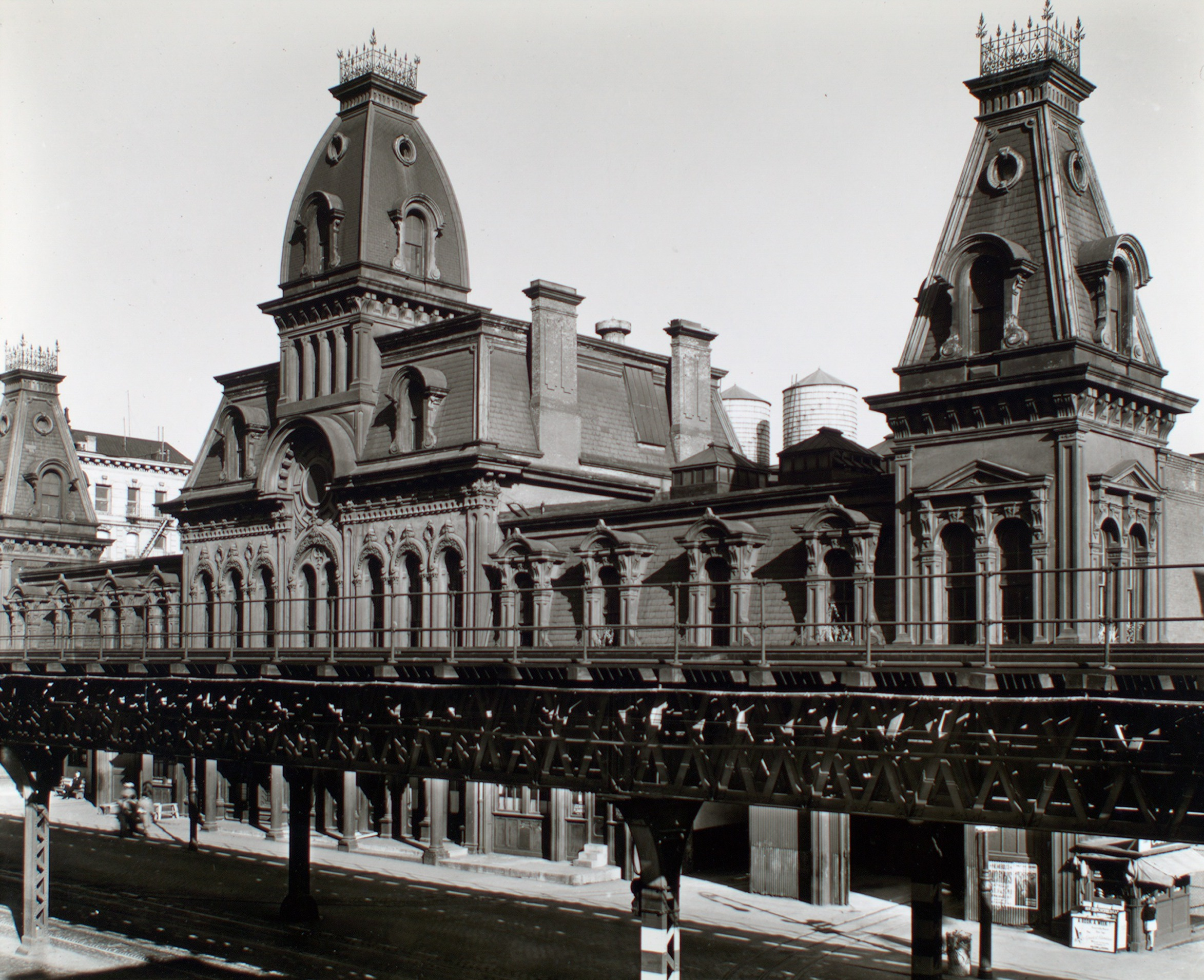
3番街線高架橋に隠れる3番街車庫、3番街と65丁目の交差点。1938年 ベレニス・アボット撮影

IRT3番街線（IRT3ばんがいせん、英語: IRT Third Avenue Line）あるいは3番街高架線（3ばんがいこうかせん、英語: Third Avenue Elevated, Third Avenue El）、ブロンクス高架線（ブロンクスこうかせん、英語: Bronx El）は、アメリカ合衆国ニューヨーク市マンハッタン区およびブロンクス区にあった高架鉄道路線である。開業当初はニューヨーク高架鉄道により運営されていたが、後にインターボロー・ラピッド・トランジット (IRT) により買収されその後私営地下鉄3社 (IRT・IND・BMT) の市営合併によりニューヨーク市地下鉄の路線となった。
路線の最初の区間は1878年8月26日に開通したサウス・フェリー駅 - グランド・セントラル駅間である。その後12月30日にはハーレムまで路線へ延長された。マンハッタン区内における列車の運行は1950年より廃止が始まり1955年5月12日に完全に廃止された。ブロンクス区内の残りの区間は1973年4月29日に廃止されるまで8系統が運行されていた。
3番街線はIRTブロードウェイ-7番街線125丁目駅付近とダイクマン・ストリート駅以北を除くとマンハッタン区における最後の高架線であった。3番街線と同じ高架線であるIRT2番街線・6番街線・9番街線はそれぞれ1942年6月13日・1938年12月4日・1940年6月11日に廃止されている。

## 歴史

### 開業

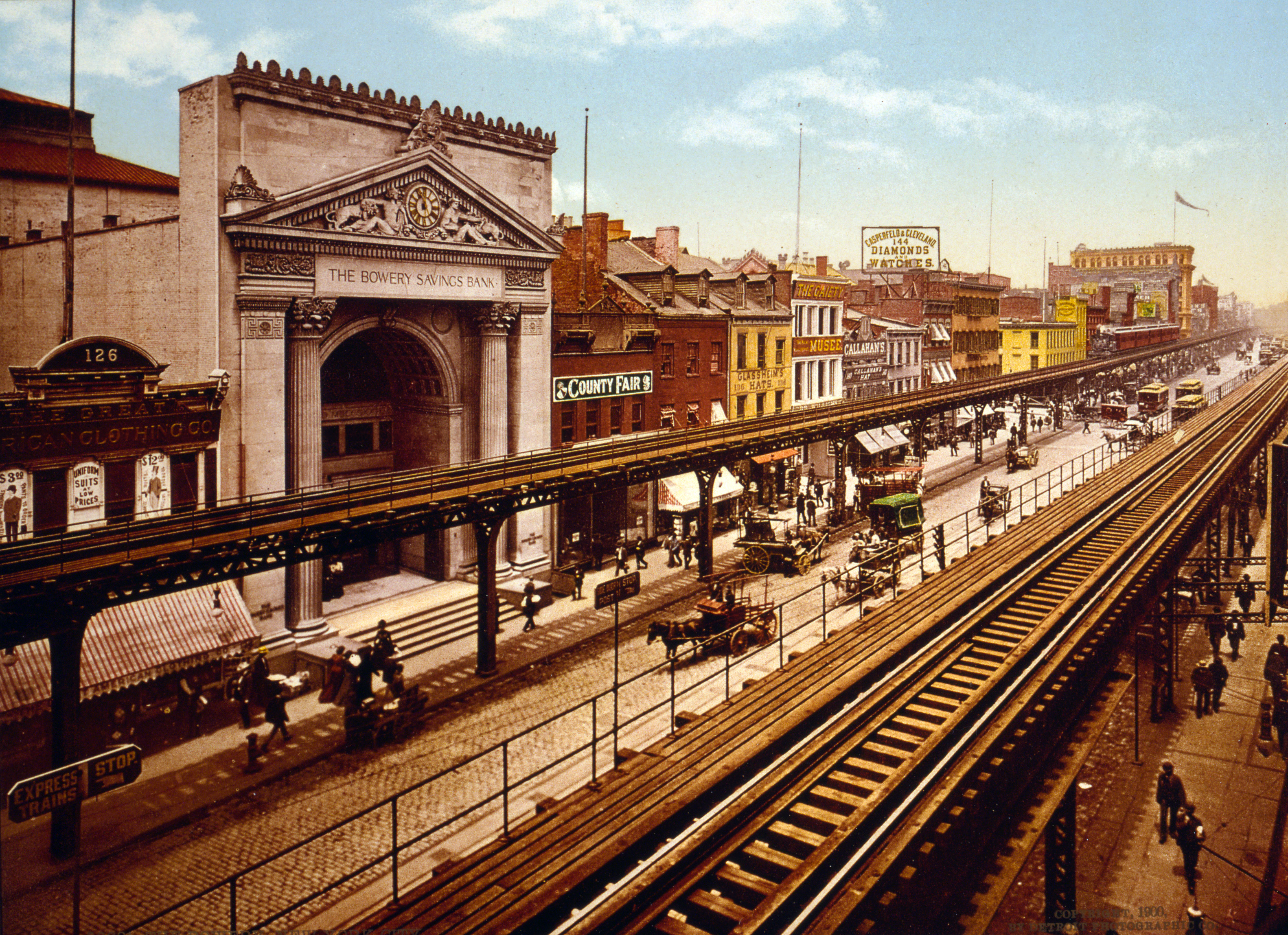
1890年代のバワリーと3番街線

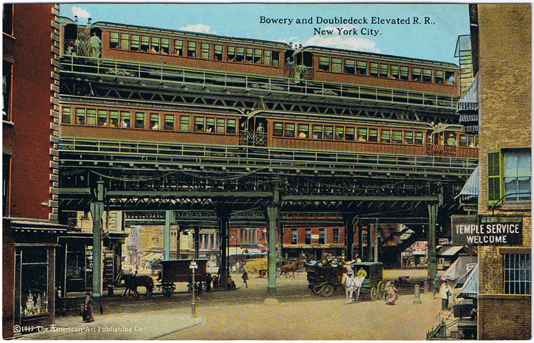
1917年に発行されたポストカード

1875年、高速輸送委員会 (Rapid Transit Commission) はニューヨーク高架鉄道 (New York Elevated Railway Company) に対しバワリーおよび3番街に沿ってバッテリー・パークからハーレム川まで至る路線の建設を認可した。当時、同社は破産したウェスト・サイド・アンド・ヨンカーズ・パテント鉄道から1871年に買収した9番街高架線の運営を行っていた。3番街線は1878年にサウス・フェリー駅 - 129丁目駅間が徐々に開通した。1879年、マンハッタン鉄道 (Manhattan Railway Company) がニューヨーク高架鉄道を吸収した。1886年、郊外高速鉄道 (Suburban Rapid Transit Company) はマンハッタン鉄道3番街線129丁目駅より橋でハーレム川を渡りブロンクス区南部の133丁目駅までの路線を開通させた。マンハッタン鉄道は1891年に郊外高速鉄道線の運営を3番街線の延長区間という形で引き受け、1896年には両線を直通しマンハッタン区とブロンクス区を結ぶ列車の運行が開始された。その後マンハッタン鉄道は999年リース (999-year lease) に出されインターボロー・ラピッド・トランジット (IRT) が1902年にこれを購入し、3番街線・郊外高速鉄道線は新しい地下鉄路線と共に運営が行われるようになった。この頃に路線は電化された。
路線はデュアル・コントラクトによって中央に急行線を敷設することになった。この敷設工事は一般列車の運行には最低限の支障のみで終了し、路線の線路容量の増加と平日ラッシュ時に混雑方向への急行列車の運転が行えるようになった。IRTによると、この急行線の敷設はニューヨーク市の交通システムにとって"パナマ運河の建設よりも重要なエンジニアリングの偉業"であった。急行線はブロンクス区内が1916年1月17日に開通し、マンハッタン区内は1年後の1917年7月9日に開通した。
1934年には以下の列車が運行されていた。
- 3番街線各駅停車：平日・土曜昼間・土曜夜間にサウス・フェリー駅 - 129丁目駅間、日曜昼間・日曜夜間にサウス・フェリー駅 - ブロンクス・パーク駅間、平日朝夕ラッシュ時・土曜朝ラッシュ時にシティ・ホール駅 - ブロンクス・パーク駅間を運行。深夜帯はサウス・フェリー駅 - キャナル・ストリート駅間のシャトル列車が運行され、シティ・ホール駅 - ブロンクス・パーク駅間運行の列車とチャタム・スクエア駅において接続した。
- 3番街線急行：土曜朝ラッシュ時に北行・平日夕ラッシュ時に南行がシティ・ホール駅 - IRTホワイト・プレーンズ・ロード線241丁目駅間を運行。トレモント・アベニュー駅以南で急行線を走行。その他時間帯は241丁目駅 - フォーダム・ロード駅間をシャトル列車が運行。
- 3番街線準急：平日・土曜昼間・土曜夜間にシティ・ホール駅 - ブロンクス・パーク駅間を運行。129丁目駅以南を正午まで南行が、午後から夜間にかけて北行が急行線を通過。急行線通過時間帯以外は各駅に停車。

1937年12月、平日・土曜昼間・土曜夜間の準急および日曜・深夜帯の各駅停車が全列車241丁目駅まで運行区間を延長し、朝ラッシュ時の北行と夕ラッシュ時の南行を除く全てのシャトル列車を置き換えた。

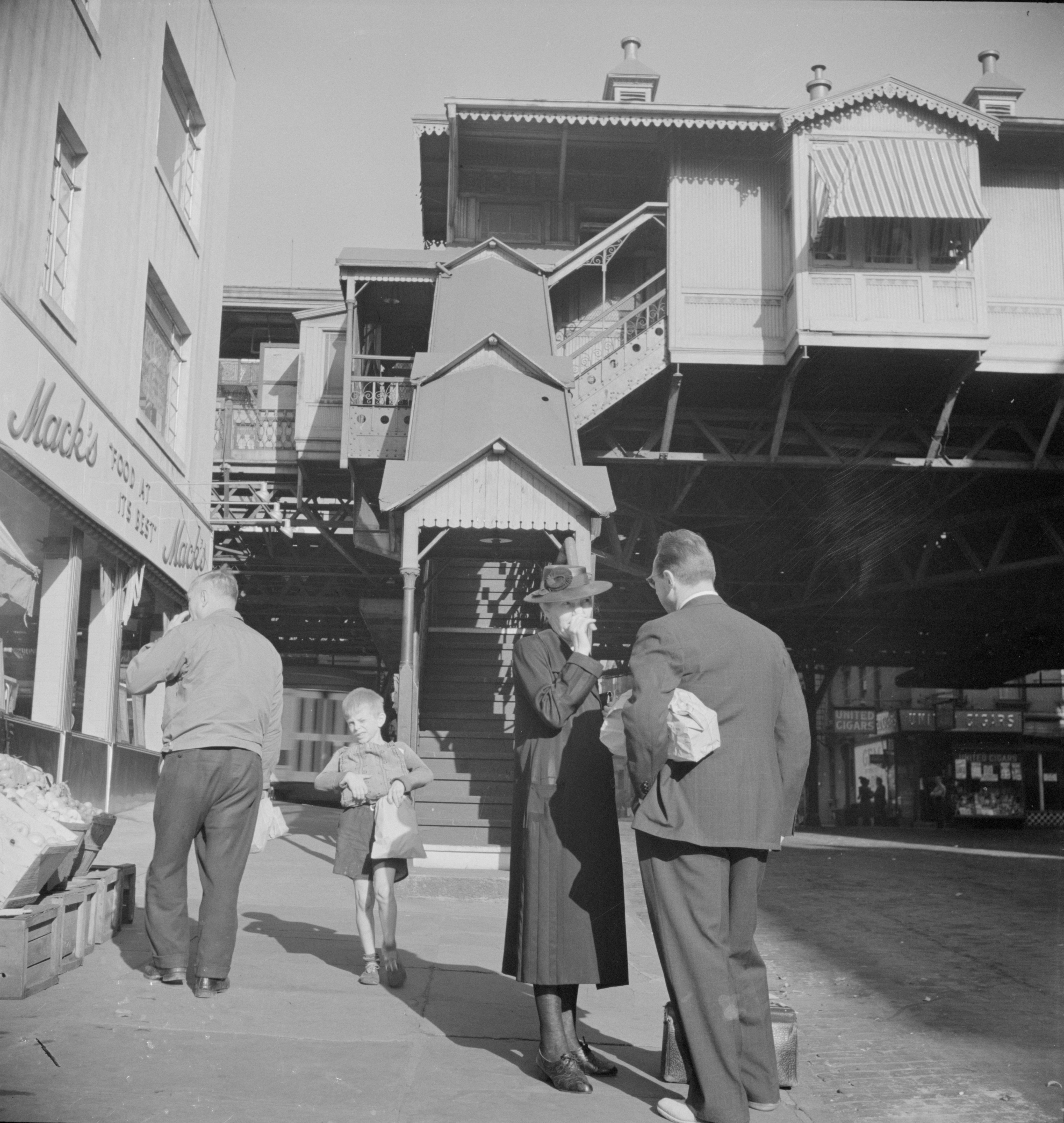
84丁目駅入口、1942年9月撮影

1943年、日曜夜間の各駅停車がシティ・ホール駅発着に区間短縮、それに伴いサウス・フェリー駅 - キャナル・ストリート駅間でシャトル列車の運行が開始された。1946年11月5日、ホワイト・プレーンズ・ロード線フリーマン・ストリート駅発着の列車の運行が廃止され、平日・土曜朝ラッシュ時の各駅停車がサウス・フェリー駅発着となった。1947年、土曜の列車本数が更に削減された。129丁目駅発着の各駅停車は廃止され、朝ラッシュ時の急行も準急に置き換えられた。土曜正午・土曜夜間の準急は運行区間をサウス・フェリー駅・シティ・ホール駅 - トレモント・アベニュー駅間に、各駅停車はサウス・フェリー駅・シティ・ホール駅 - ブロンクス・パーク駅間に変更された。1950年4月22日、土曜朝の準急は各駅停車に置き換えられ廃止された。1950年4月30日、日曜の各駅停車は全列車サウス・フェリー駅発着となり、シティ・ホール駅 - キャナル・ストリート駅間でシャトル列車の運行が開始された。しかし、同年12月22日にチャタム・スクエア駅 - サウス・フェリー駅間は廃止され、チャタム・スクエア駅発着の平日ラッシュ時の各駅停車を除き全列車がシティ・ホール駅発着となった。また、平日ラッシュ時のガン・ヒル・ロード駅からホワイト・プレーンズ・ロード線への乗り入れは廃止された。
1952年3月14日、149丁目駅以南の列車の運行は平日昼間のみとなり、その他時間帯はガン・ヒル・ロード駅 - 149丁目駅間の各駅停車のみの運行となっていた。1952年5月29日に平日昼間の準急は廃止され、1952年6月26日に急行はガン・ヒル・ロード駅発着に運行区間を短縮した。1952年11月21日、朝ラッシュ時の各駅停車はチャタム・スクエア駅→キャナル・ストリート駅間に、夕ラッシュ時の各駅停車はフォーダム・ロード駅→129丁目駅間にそれぞれ運行区間を短縮した。しかし、この運行形態では乗客を捌ききれず大混雑が発生したため1952年12月3日に夕ラッシュ時の各駅停車は両方向の運転に変更されている。1953年12月31日、チャタム・スクエア駅 - シティ・ホール駅間が廃止された。その後の運行形態は各駅停車が平日朝ラッシュ時にトレモント・アベニュー駅・129丁目駅→キャナル・ストリート駅間、昼間はガン・ヒル・ロード駅 - チャタム・スクエア駅間、夕ラッシュ時にキャナル・ストリート駅→129丁目駅・トレモント・アベニュー駅間を運行。準急および急行はガン・ヒル・ロード駅 - チャタム・スクエア駅間を朝ラッシュ時は南行、夕ラッシュ時は北行が運行した。夜間・深夜・週末の列車の運行はガン・ヒル・ロード駅 - 149丁目駅間の各駅停車のみであった。1955年5月12日、チャタム・スクエア駅 - 149丁目駅間が廃止され、混雑しているIRTレキシントン・アベニュー線が5番街の東側にある唯一の地下鉄路線となった。

### 廃止

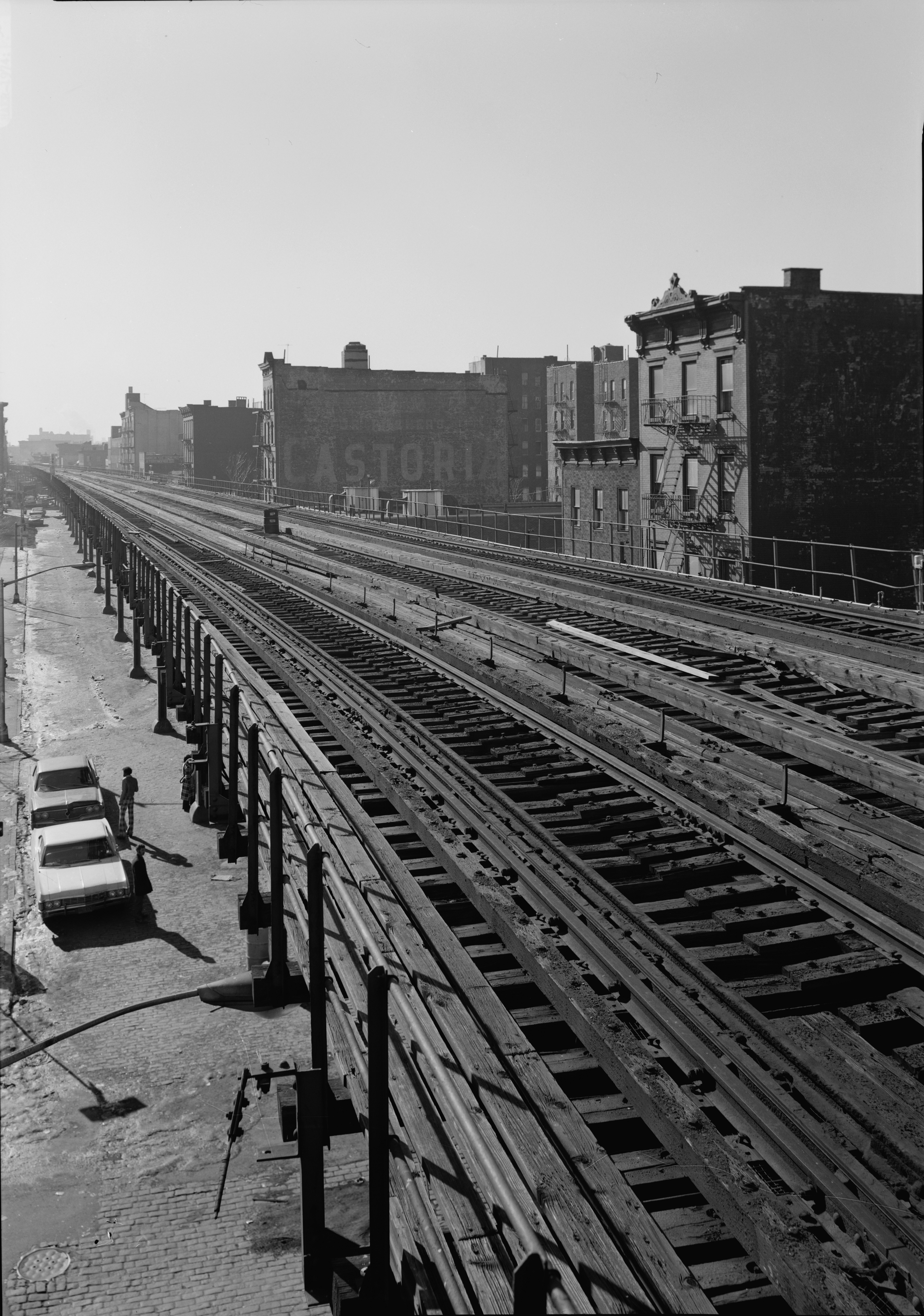
廃止直前の3番街線。169丁目駅より南を望む

1930年代から1940年代にかけて、IRT・ブルックリン・マンハッタン・トランジット (BMT)・インディペンデント・サブウェイ・システム (IND) の3社が市営統合されると、第99代ニューヨーク市長であるフィオレロ・ラガーディアおよびその後継者から2番街線・3番街線・6番街線・9番街線の高架4線が批判を受けた。この時計画および建設が進んでいた地下鉄路線がこれら高架路線を置き換えるものとして建設されており、高架線は時代遅れの古びた物であるとされた。

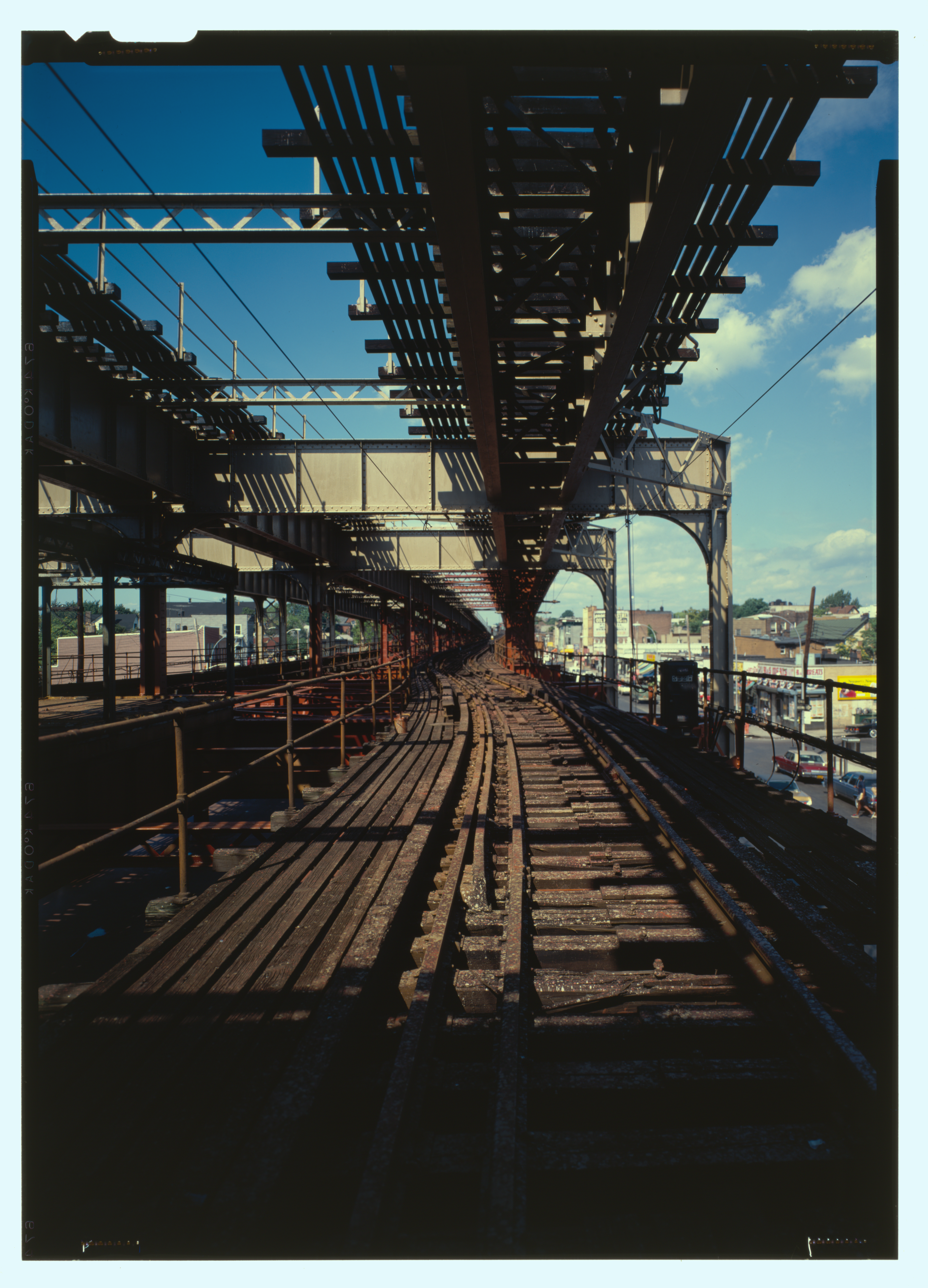
3番街線の線路

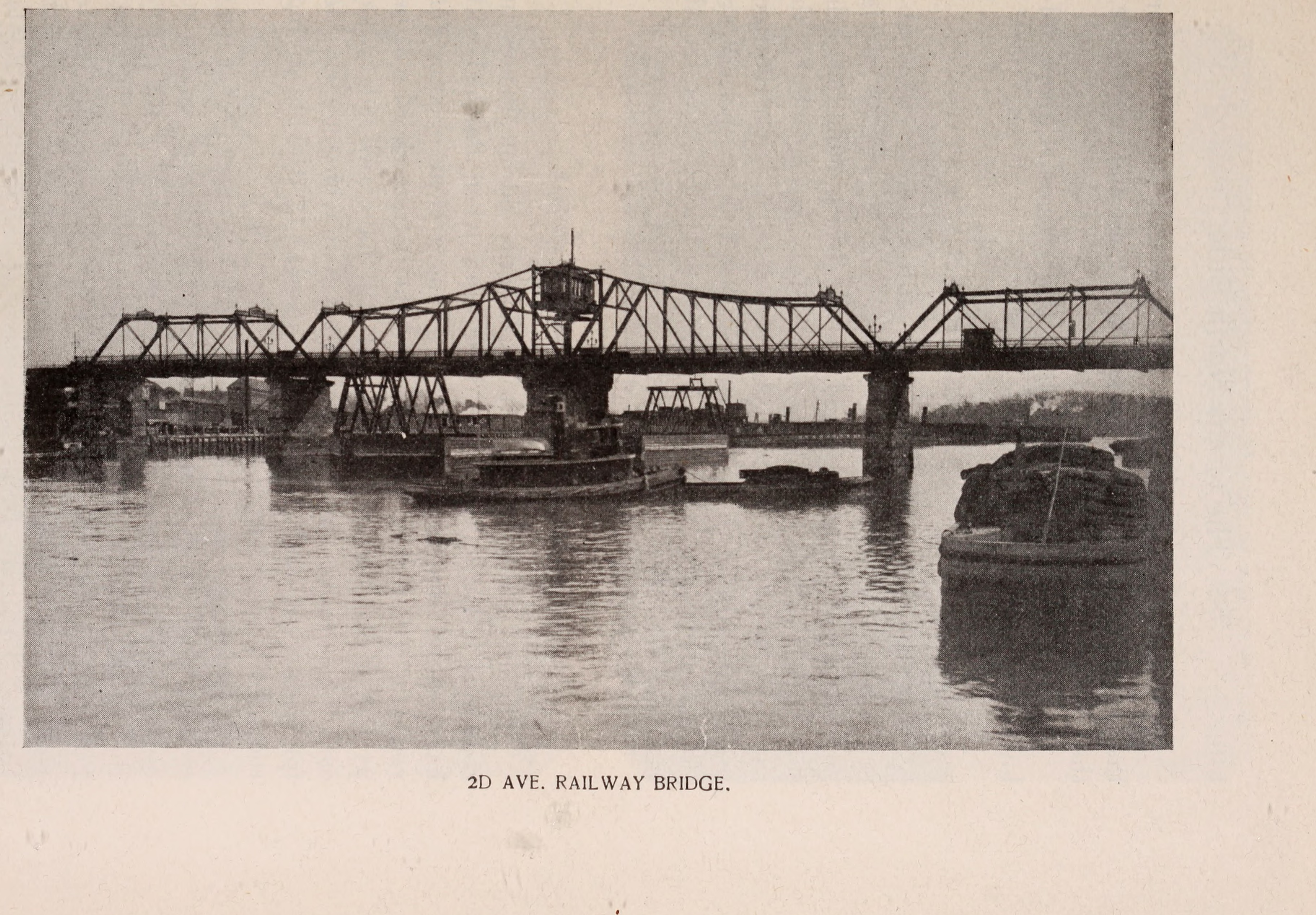
1890年代の2番街橋

IND6番街線とIND8番街線はそれぞれIRT6番街線とIRT9番街線を置き換える路線として建設され、6番街線は1938年12月4日に、9番街線は1940年6月11日に廃止された。IRT2番街線もIND2番街線の建設のため1940年から1942年にかけて徐々に廃止され、1942年6月13日に全線が廃止された。しかし、3番街線は代替となる地下鉄路線が計画されていなかったことから運行を続けていた。1941年、ニューヨーク・タイムズが"不動産業界の男性" (men in the real estate business) と称した者たちからなる3番街線騒音対策委員会が結成され、不動産業界からの高架線に対する圧力が加えられ始めた。委員会は当初列車の運行本数の削減を求め、高架線からの騒音は"健康、快適さ、そして平和な家庭生活への脅威となっている" (constitutes a menace to health, comfort and peaceable home life) と述べた。
3番街線は1950年から1973年にかけて廃止されていった。最初の廃止区間は1950年12月22日に廃止されたサウス・フェリー駅 - チャタム・スクエア駅間であった。また、この時サウス・フェリー駅が完全に廃止された。1951年11月14日にブロンクス・パーク駅が廃止され、朝ラッシュ時と昼間の各駅停車および夕ラッシュ時の準急はガン・ヒル・ロード駅発着に運行区間が延長され、夕ラッシュ時の各駅停車はフォーダム・ロード駅発着に運行区間が短縮された。1953年12月31日、シティ・ホール駅 - チャタム・スクエア駅間が廃止された。その後1955年5月12日にチャタム・スクエア駅 - 149丁目駅間が廃止されたことでマンハッタン区内から高架線が消滅した。
1967年、ブロンクス区内の残りの区間は8系統の運行区間に指定された。しかし、8系統の表記は路線図と駅看板のみになされており、列車には両端駅とシャトルという案内のみが出されていた。
MTAは1968年のプログラム・フォー・アクションの下で"時代遅れの高架鉄道構造" (obsolete elevated railway structures) の廃止を行うことを決定し、クイーンズ区内のBMTジャマイカ線一部区間を初めとする高架線を解体する計画を立てた。3番街線はメトロノース鉄道ハーレム線に沿って計画されているIND2番街線を後継路線とした。地元住民や事業主もマンハッタン区内の高架線廃止による沿線の発展と同じ効果を期待していた。3番街線最後の区間である149丁目駅 - ガン・ヒル・ロード駅間は1973年4月29日に廃止され、1977年3月9日に解体が始まった。1977年末までに3番街線およびジャマイカ線廃止区間は完全に解体された。
計画されていたIND2番街線の建設は1970年代のニューヨーク市財政危機により中断された。ブロンクス区において3番街線はバスBx55系統に置き換えられた。このバスはIRTホワイト・プレーンズ・ロード線ガン・ヒル・ロード駅と3番街-149丁目駅を結んでおり、地下鉄とバスは無料で乗り継ぐことができた。しかし、2013年にBx55系統は廃止された。その区間の一部は125丁目を通りウェスト・ハーレムまで向かうBx15系統 リミテッドに置き換えられたがフォーダム・プラザより先、ガン・ヒル・ロード駅方面へは向かわない。

## 駅一覧
| 駅名                                                                                | 線路                     | 開業日         | 廃止日         | 備考/乗換 |
| ----------------------------------------------------------------------------------- | ------------------------ | -------------- | -------------- | --- |
| ブロンクス区                                                                        |                          |                |                | |
| IRTホワイト・プレーンズ・ロード線から分岐                                           |                          |                |                | |
| ガン・ヒル・ロード駅                                                                | 全線                     | 1920年10月4日  | 1973年4月29日  | IRTホワイト・プレーンズ・ロード線 |
| 210丁目-ウィリアムズブリッジ駅                                                      | 緩行線                   | 1920年10月4日  | 1973年4月29日  | 開業時の駅名はウィリアムズ・ブリッジ-210丁目駅 |
| 204丁目駅                                                                           | 緩行線                   | 1920年10月4日  | 1973年4月29日  | |
| 200丁目駅                                                                           | 緩行線                   | 1920年10月4日  | 1973年4月29日  | |
|                                                                                     |                          |                |                | |
| 終点                                                                                |                          |                |                | |
| ブロンクス・パーク駅                                                                | ボタニック・ガーデン支線 | 1902年5月21日  | 1951年11月14日 | 1920年10月4日までは本線終点駅 |
| ボタニック・ガーデン支線が合流                                                      |                          |                |                | |
| フォーダム・ロード-190丁目駅                                                        | 全線                     | 1901年7月1日   | 1973年4月29日  | ニューヨーク・セントラル鉄道ハーレム線 開業時の駅名はペラム・アベニュー駅 |
| 183丁目駅                                                                           | 緩行線                   | 1901年7月1日   | 1973年4月29日  | |
| 180丁目駅                                                                           | 緩行線                   | 1901年7月1日   | 1973年4月29日  | |
| 179丁目車両基地入出庫線が合流                                                       |                          |                |                | |
| トレモント・アベニュー-177丁目駅 (ブロンクス区役所)                                 | 全線                     | 1891年7月20日  | 1973年4月29日  | 開業時の駅名は177丁目駅 |
| 174丁目駅                                                                           | 緩行線                   | 1891年7月20日  | 1973年4月29日  | |
| クレモント・パークウェイ駅                                                          | 緩行線                   | 1888年9月19日  | 1973年4月29日  | 開業時の駅名はウェンドーバー・アベニュー駅 |
| 169丁目駅                                                                           | 緩行線                   | 1888年9月2日   | 1973年4月29日  | |
| 166丁目駅                                                                           | 緩行線                   | 1887年12月25日 | 1973年4月29日  | |
| 161丁目駅                                                                           | 緩行線                   | 1887年8月7日   | 1973年4月29日  | |
| 156丁目駅                                                                           | 緩行線                   | 1887年7月1日   | 1973年4月29日  | |
| IRTホワイト・プレーンズ・ロード線からのベルゲン・アベニュー・バイパスが緩行線に合流 |                          |                |                | |
| 149丁目駅                                                                           | 全線                     | 1887年6月16日  | 1973年4月29日  | IRTホワイト・プレーンズ・ロード線：3番街-149丁目駅 |
| ベルゲン・アベニュー・バイパスが急行線に合流                                        |                          |                |                | |
| 143丁目駅                                                                           | 全線                     | 1886年5月23日  | 1955年5月12日  | |
| 138丁目駅                                                                           | 全線                     | 1887年1月1日   | 1955年5月12日  | |
| 133丁目駅                                                                           | 全線                     | 1886年5月17日  | 1955年5月12日  | ニューヨーク・ウェストチェスター・アンド・ボストン鉄道線 (1924年4月15日 - 1937年12月31日)、ニューヨーク・ニューヘイブン・アンド・ハートフォード鉄道ハーレム川支線 (1924年4月15日 - 1931年) |
|                                                                                     |                          |                |                | |
| 終点                                                                                |                          |                |                | |
| ウィリス・アベニュー駅                                                              | ウィリス・アベニュー支線 | 1886年11月25日 | 1924年4月14日  | ニューヨーク・ウェストチェスター・アンド・ボストン鉄道線、ニューヨーク・ニューヘイブン・アンド・ハートフォード鉄道ハーレム川支線                                                           |
| マンハッタン区                                                                      |                          |                |                | |
| ウィリス・アベニュー支線が合流                                                      |                          |                |                | |
| 129丁目駅                                                                           | 緩行線                   | 1878年12月30日 | 1955年5月12日  | |
| IRT2番街線が分岐                                                                    |                          |                |                | |
| 125丁目駅                                                                           | 全線                     | 1878年12月30日 | 1955年5月12日  | |
| 116丁目駅                                                                           | 緩行線                   | 1878年12月30日 | 1955年5月12日  | |
| 106丁目駅                                                                           | 全線                     | 1878年12月30日 | 1955年5月12日  | |
| 99丁目駅                                                                            | 緩行線                   | 1878年12月30日 | 1955年5月12日  | |
| 98丁目車両基地入出庫線が合流                                                        |                          |                |                | |
| 89丁目駅                                                                            | 緩行線                   | 1878年12月9日  | 1955年5月12日  | |
| 84丁目駅                                                                            | 緩行線                   | 1878年12月9日  | 1955年5月12日  | |
| 76丁目駅                                                                            | 緩行線                   | 1878年12月9日  | 1955年5月12日  | |
| 67丁目駅                                                                            | 緩行線                   | 1878年9月16日  | 1955年5月12日  | |
| 59丁目駅                                                                            | 緩行線                   | 1878年9月16日  | 1955年5月12日  | |
| 53丁目駅                                                                            | 緩行線                   | 1878年9月16日  | 1955年5月12日  | |
| 47丁目駅                                                                            | 緩行線                   | 1878年9月16日  | 1955年5月12日  | |
|                                                                                     |                          |                |                | |
| 終点                                                                                |                          |                |                | |
| グランド・セントラル駅                                                              | 42丁目支線               | 1878年8月26日  | 1923年12月6日  | |
| 42丁目支線が合流                                                                    |                          |                |                | |
| 42丁目駅                                                                            | 全線                     | 1878年9月16日  | 1955年5月12日  | IRTフラッシング線・IRTレキシントン・アベニュー線・IRT42丁目シャトル：グランド・セントラル-42丁目駅                                                                                         |
| 34丁目駅                                                                            | 緩行線                   | 1878年8月26日  | 1955年5月12日  | |
| 34丁目支線が分岐                                                                    |                          |                |                | |
| 2番街駅                                                                             | 34丁目支線               |                | 1930年7月14日  | IRT2番街線 |
| 34丁目フェリー駅                                                                    | 34丁目支線               | 1880年7月1日   | 1930年7月14日  | |
| 終点                                                                                |                          |                |                | |
|                                                                                     |                          |                |                | |
| 28丁目駅                                                                            | 緩行線                   |                | 1955年5月12日  | |
| 23丁目駅                                                                            | 全線                     | 1878年8月26日  | 1955年5月12日  | |
| 18丁目駅                                                                            | 緩行線                   |                | 1955年5月12日  | |
| 14丁目駅                                                                            | 緩行線                   | 1878年8月26日  | 1955年5月12日  | |
| 9丁目駅                                                                             | 全線                     | 1878年8月26日  | 1955年5月12日  | |
| ハウストン・ストリート駅                                                            | 全線                     | 1878年9月16日  | 1955年5月12日  | |
| グランド・ストリート駅                                                              | 全線                     |                | 1955年5月12日  | |
| キャナル・ストリート駅                                                              | 全線                     |                | 1955年5月12日  | |
| チャタム・スクエア駅                                                                | 全線                     | 1878年9月16日  | 1955年5月12日  | |
| シティ・ホール支線が分岐                                                            |                          |                |                | |
| シティ・ホール駅                                                                    | シティ・ホール支線       | 1879年3月17日  | 1953年12月31日 | |
| 終点                                                                                |                          |                |                | |
|                                                                                     |                          |                |                | |
| IRT2番街線と合流                                                                    |                          |                |                | |
| フランクリン・スクエア駅                                                            | 全線                     | 1878年8月26日  | 1950年12月22日 | |
| フルトン・ストリート駅                                                              | 全線                     | 1878年8月26日  | 1950年12月22日 | |
| ハノーバー・スクエア駅                                                              | 全線                     | 1878年8月26日  | 1950年12月22日 | |
| IRT9番街線と並走                                                                    |                          |                |                | |
| サウス・フェリー駅                                                                  | 全線                     | 1878年8月26日  | 1950年12月22日 | |